# Janvier 2016
Janvier 2016 est le 1er mois de l'année 2016.

## Climat
Janvier 2016 est le mois de janvier le plus chaud enregistré depuis le début des relevés de température en 1880, jusqu'à ce qu'il soit supplanté par celui de janvier 2020, selon les relevés de la National Oceanic and Atmospheric Administration (NOAA).

## Évènements
- 1er janvier : 
  - les Pays-Bas prennent la présidence du Conseil de l'Union européenne ;
  - création de la métropole du Grand Paris en France ;
  - entrée en vigueur de la garantie universelle des loyers en France ;
  - Johann Schneider-Ammann devient le nouveau président de la Confédération suisse.
- 2 janvier : attaque contre l'ambassade saoudienne à Téhéran en Iran.
- 6 janvier : la Corée du Nord procède à son 4e essai nucléaire.
- 7 janvier :
  - élections législatives aux Kiribati (2e tour) ;
  - attentat de Zliten (Libye) perpétré par l'État islamique.
- 12 janvier : à Istanbul, en Turquie, un attentat-suicide attribué à l'État islamique tue au moins 10 personnes.
- 13 janvier : Khadija Arib est élue présidente de la Seconde Chambre des États généraux aux Pays-Bas.
- 14 janvier :
  - à Jakarta (Indonésie), un attentat est perpétré par l’État islamique ;
  - l'Organisation mondiale de la santé annonce la fin de l'épidémie de maladie à virus Ebola en Afrique de l'Ouest.
- 15 janvier : 
  - attentats de Ouagadougou perpétrés par AQMI ;
  - bataille d'Al-Adde, un camp militaire de l'AMISOM, tenu par l'armée kényane.
- 16 janvier : élections législatives à Taïwan et élection présidentielle remportée par Tsai Ing-wen.
- 20 janvier : ouverture du 46e Forum économique mondial à Davos en Suisse.
- 22 janvier : élections législatives au Vanuatu.
- 24 janvier : Marcelo Rebelo de Sousa est élu président de la République portugaise au premier tour.
- 27 janvier : Hilda Heine est élue première femme présidente de la république des îles Marshall, et la première d'un État océanien.
- 29 janvier : Attentat de Hofuf en Arabie Saoudite, faisant au moins 4 morts[2].
- 30 janvier : massacre de Dalori au Nigéria.